# Єфимов Сергій Петрович
Сергій Петрович Єфимов (8 жовтня 1908, село Ширяєво, тепер Самарської області, Російська Федерація — ?) — радянський молдавський державний діяч, заступник голови Ради міністрів Молдавської РСР, міністр державного контролю і міністр сільського господарства Молдавської РСР. Кандидат у члени ЦК Комуністичної партії Молдавії в 1952—1956 роках. Член ЦК Комуністичної партії Молдавії в 1956—1961 роках. Депутат Верховної Ради Молдавської РСР 4—5-го скликань.

## Життєпис
У 1930 році закінчив Самарський сільськогосподарський інститут.
З 1930 по 1932 рік працював у сільськогосподарських органах.
У 1932—1941 роках — на науковій роботі.
У 1941—1947 роках — на відповідальній роботі в Народному комісаріаті (Міністерстві) державного контролю СРСР.
Член ВКП(б) з 1946 року.
У 1948—1951 роках — заступник міністра, в 1951 — квітні 1952 року — 1-й заступник міністра державного контролю Молдавської РСР.
У квітні 1952 — 22 жовтня 1954 року — міністр державного контролю Молдавської РСР.
21 вересня 1954 — 2 липня 1958 року — заступник голови Ради міністрів Молдавської РСР. 
26 жовтня 1957 — 3 липня 1961 року — міністр сільського господарства Молдавської РСР.
З 1961 року — в апараті Міністерства заготівель СРСР у Москві.
Подальша доля невідома.

## Нагороди
- орден Леніна
- орден Трудового Червоного Прапора
- медалі